# Scoop – Der Knüller
Scoop – Der Knüller ist eine britisch-US-amerikanische Filmkomödie aus dem Jahr 2006 unter der Regie von Woody Allen, der auch eine der Hauptrollen übernahm. Scarlett Johansson spielt eine US-Journalistik-Studentin, die einen Serienmörder überführen will, sich aber ausgerechnet in den Verdächtigen (Hugh Jackman) verliebt.

## Handlung
Die US-amerikanische Journalistik-Studentin Sondra Pransky verbringt ihren Urlaub in London, wo sie sich eine Vorstellung des Zauberkünstlers Sidney (Sid) Waterman anschaut, der unter dem Namen „Splendini“ auftritt. Sie wird von Sid auf die Bühne geholt und in die Zaubervorstellung integriert. Sie tritt in eine „magische“ Kiste, in der sie unverhofft dem Geist des kürzlich verstorbenen Journalisten Joe Strombel begegnet. Dieser berichtet, dass der Adlige Peter Lyman vermutlich der gesuchte „Tarotkarten-Mörder“ sei, der es auf brünette, kurzhaarige Prostituierte abgesehen hat. Als Sondra Sid davon erzählt, hält dieser sie für verrückt, bis Strombels Geist erneut erscheint – diesmal in Gegenwart Sids.
Sondra und Sid suchen daraufhin Lyman auf und fädeln eine Begegnung mit ihm im Schwimmbad seines Clubs ein. Sondra gibt vor, nicht schwimmen zu können, lässt sich von Lyman retten, stellt sich ihm unter dem Decknamen „Jade Spence“ vor und lässt sich von ihm zu seiner Dinner-Party einladen. Sid schlüpft dabei unfreiwillig in die Rolle ihres Vaters. Sie finden Indizien, die Lyman belasten. So war seine verstorbene Mutter ebenfalls brünett und trug eine Kurzhaarfrisur. Sondra und Sid verschaffen sich Zugang zu einem Tresorraum mit seiner Musikaliensammlung. Unter einem Horn versteckt verwahrt er dort auch ein Tarotspiel. Später ermitteln sie, dass Peter wiederholt eine Prostituierte namens Elisabeth Gibson, auch Betty G. genannt, aufgesucht hat, die dem Anschein nach ebenfalls dem Tarotkarten-Mörder zum Opfer gefallen ist. Die Polizei verhaftet jedoch einen anderen, geständigen Verdächtigen, der sich in der Tat als der Serienkiller herausstellt.
Sondra ist erleichtert, denn sie hat sich unterdessen in Peter verliebt, während Sid auf weitere belastende Hinweise stößt, als er das Umfeld der getöteten Betty G. durchleuchtet. Peter belauscht ein Telefongespräch, in dem Sid Sondra über diese neuen Erkenntnisse informiert, und versucht daraufhin, Sondra zu ertränken. Zuvor gesteht er ihr, dass er Betty G. ermordet hat und es so aussehen lassen wollte, als falle auch dieser Mord dem Tarotkarten-Mörder zur Last. Unter Vortäuschung eines Bootsunfalls stößt Peter die vermeintliche Nichtschwimmerin Sondra ins Wasser und ruft die Polizei, nachdem sie ertrunken zu sein scheint. Doch Sondra konnte unbemerkt zum Ufer schwimmen und überrascht Peter, als er der eintreffenden Polizei den vermeintlichen Unfall darlegen will. Inzwischen hat Sid, der als Amerikaner mit dem Linksverkehr in Großbritannien nicht zurechtkommt, auf dem Weg zu Sondra und Peter einen tödlichen Autounfall.
Peter Lyman kann des Mordes an Betty G. überführt werden, und Sondra veröffentlicht ihren ersten großen Artikel in einer angesehenen Tageszeitung. Auf dem Weg ins Jenseits möchte Sid den mitfahrenden, verstorbenen Personen auf dem Boot einen Kartentrick zeigen. Er fragt, ob denn noch Zeit wäre, um einen seiner Zaubertricks zu zeigen, worauf einer der Mitreisenden erwidert: „Ich glaube, die ganze Ewigkeit!“

## Hintergrund
Die Komödie wurde mit einem Budget von 4 Millionen US-Dollar in London gedreht. Sie startete in den US-Kinos am 28. Juli 2006, in Deutschland am 16. November 2006. Weltweit spielte der Film rund 40 Millionen US-Dollar ein, davon 10,5 Millionen US-Dollar in den USA.
In der Szene, in der Journalistin Sondra Pransky, verkörpert von Schauspielerin Scarlett Johansson, auf der Theaterbühne in die rote Kiste, den Entmaterialisierer, von Zauberer Splendini steigt, erklingt der berühmte Säbeltanz aus dem Ballett Gayaneh des Komponisten Aram Chatschaturjan. Kurz davor ertönt die Tritsch-Tratsch-Polka von Johann Strauss (Sohn). Beim Abspann hört man die Orchestermusik In der Halle des Bergkönigs von Edvard Grieg.

## Kritiken
Jonathan Rosenbaum kritisierte die Komödie im Chicago Reader als „lahm“. Heike Maleschka hingegen lobte sie als „witzig und geistreich“.
Das Lexikon des internationalen Films schrieb: „Von pointierten Dialogen und gelungener Situationskomik getragenes, höchst amüsantes Drama von Woody Allen vor dem Hintergrund einer satirisch skizzierten Klassengesellschaft, in der für den Erhalt von Status und Privilegien auch über Leichen gegangen wird.“
Stefan Höltgen von F.LM – Texte zum Film lobte den Film und seine Schauspieler: „Die Kombination aus fantastischen, komischen und Thriller-Elementen bereichert Allens neuen Film ungemein – ja macht ihn geradezu zu einem Ausnahmewerk in seinem Œuvre. Hinzu kommen die guten schauspielerischen Leistungen von Hugh Jackman und Scarlett Johansson. [...] [Allen] selbst taucht auch wieder vor der Kamera auf und zeigt, dass er auch als 70-Jähriger nichts von seinem schauspielerischen Können verloren hat. Das Wiedersehen mit ihm – gerade als Vaterfigur an der Seite von Scarlett Johansson – gehört zu einem der Kinohighlights des Jahres.“
Die Deutsche Film- und Medienbewertung FBW in Wiesbaden verlieh dem Film das Prädikat besonders wertvoll.